# جنگ بالش

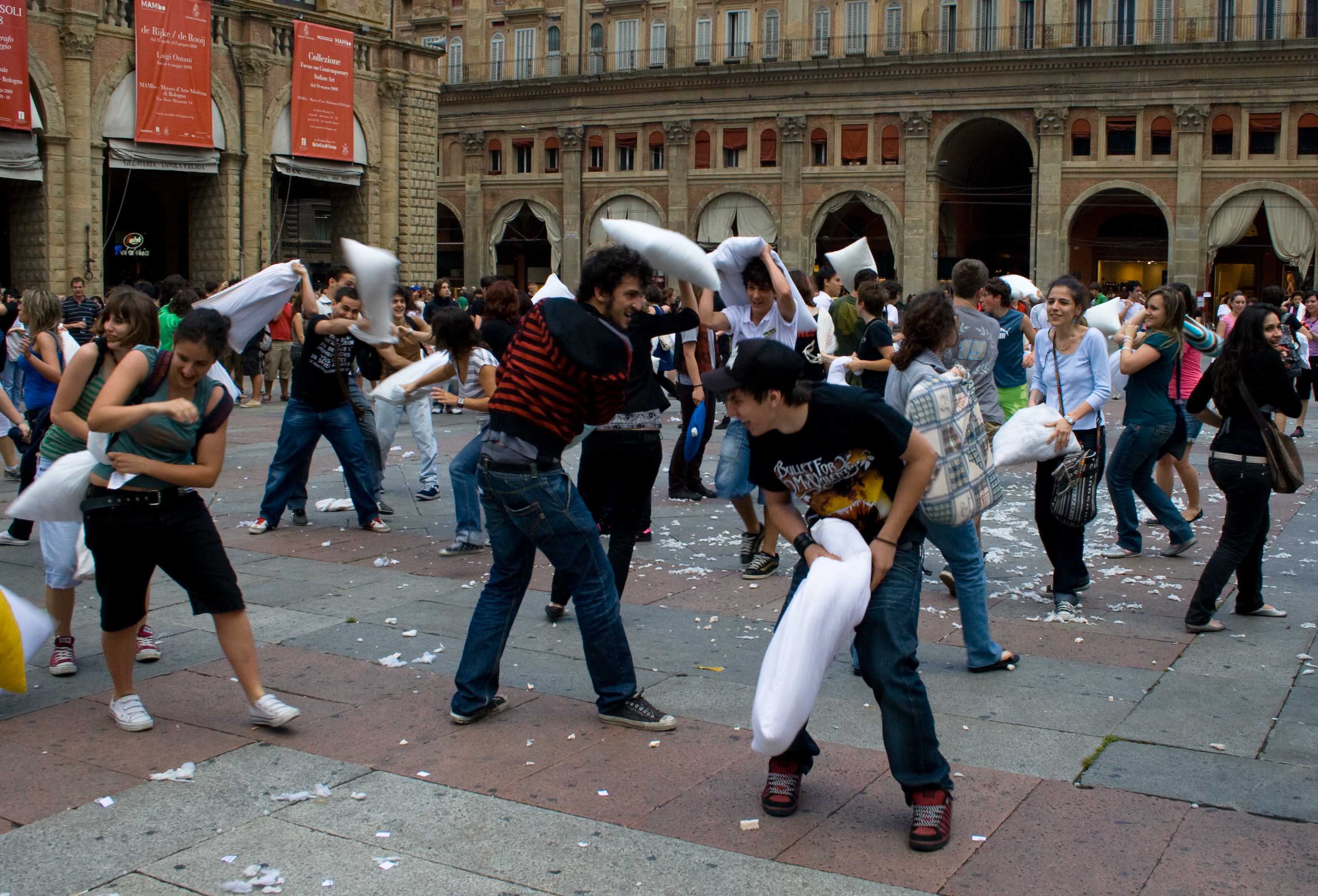
جنگ بالش در ایتالیا

جنگ بالش نوعی بازی است که در آن دو یا چند نفر به درگیری فیزیکی می‌پردازند و از بالش به عنوان سلاح استفاده می‌کنند.
این جنگ در کشورهایی اروپایی و در قسمت‌هایی در آسیا (به خصوص چین) وجود دارد.